# Forest Whitaker
Forest Steven Whitaker (ur. 15 lipca 1961 w Longview w Teksasie) – amerykański aktor. Sporadycznie zajmuje się także produkcją i reżyserią. Za rolę ugandyjskiego dyktatora Idi Amina w filmie „Ostatni król Szkocji” otrzymał wiele prestiżowych nagród filmowych, w tym Oscara, Złoty Glob i nagrodę BAFTA. Został czwartym Afroamerykaninem, który zdobył statuetkę Akademii Filmowej dla najlepszego aktora; jego poprzednicy to: Sidney Poitier, Denzel Washington i Jamie Foxx.

## Życiorys

### Dzieciństwo i młodość
Whitaker urodził się w mieście Longview w stanie Teksas, ale gdy miał 5 lat jego rodzina przeprowadziła się do południowo-wschodniego Los Angeles. Jego ojciec (również o imieniu Forest) był akwizytorem, matka Laura Francis Smith nauczycielką. Forest ma dwóch młodszych braci, Kenna i Damona, a także starszą siostrę, Deborah.
Jako nastolatek Forest dojeżdżał z Carson do szkoły Palisades High School w zachodnim LA, gdzie większość uczniów była biała. Grał tam w szkolnej drużynie futbolowej m.in. u boku Jaya Schroedera, późniejszego gracza NFL. W szkole średniej uczęszczał na lekcje śpiewu, występował w musicalach i w ten sposób złapał „bakcyla aktorskiego”. Jego pierwszą amatorską rolą był występ w sztuce Dylana Thomasa „Under Milk Wood” („Pod Mlecznym Lasem”). Whitaker ukończył szkołę średnią w roku 1979.
Dostał się na California Polytechnic Institute do klasy futbolowej, ale po doznaniu poważnej kontuzji pleców, odszedł. Następnie zaczął studia w konserwatorium Uniwersytetu Kalifornijskiego w Los Angeles na wydziale dramatu i opery, ponieważ zamierzał zostać klasycznym tenorem. Szkołę ukończył w 1982 roku, następnie uczęszczał jeszcze do filii londyńskiego Drama Studio mieszczącej się w Berkeley.

### Kariera
Jego pierwszą rolą na dużym ekranie był udział w 1982 roku w filmie Amy Heckerling, Beztroskie lata w Ridgemont High (Fast Times at Ridgemont High), w którym zagrał futbolistę obok takich gwiazd jak Nicolas Cage, Phoebe Cates, czy Sean Penn. W 1986 pojawił się w filmie Martina Scorsese’a, Kolor pieniędzy (The Color of Money), obok m.in. Paula Newmana i Toma Cruise’a, a także zagrał w Plutonie (Platoon), Olivera Stone’a. Rok później wystąpił z Robinem Williamsem w komedii Good Morning, Vietnam.
W 1988 roku Whitaker po raz pierwszy otrzymał główną rolę w pełnometrażowym filmie. Była to rola muzyka Charlie Parkera w nagrodzonym Oscarem filmie Clinta Eastwooda, Bird. By dobrze przygotować się do tego występu, Forest na kilka tygodni zamknął się na poddaszu, gdzie miał do dyspozycji jedynie łóżko, kanapę i saksofon. Aktor został nagrodzony statuetką dla najlepszego aktora na Festiwalu Filmowym w Cannes i nominowany do zdobycia Złotego Globu.
W latach 90 Neil Jordan powierzył mu rolę „Jody’ego” w filmie Gra pozorów (The Crying Game). Todd McCarthy z magazynu Variety uznał jego występ za „bardzo emocjonalny”, a także „trochę straszny”. W 1994 roku Whitaker był częścią zespołu aktorskiego, który otrzymał (przyznaną po raz pierwszy) nagrodę National Board of Review dla zespołu aktorskiego. Było to za udział w filmie Roberta Altmana, Prêt-à-Porter. Rok później zagrał w filmie Wayne’a Wanga Paula Austera, Dym (Smoke), a jego występ Variety oceniło jako „jak zawsze niezwykle emocjonalny”.
W 1999 roku Whitaker zagrał rolę mieszkającego na dachu obok gołębnika i pracującego dla mafii płatnego zabójcy w filmie Ghost Dog: Droga samuraja (Ghost Dog: The Way of the Samurai), w reżyserii Jima Jarmuscha. Wielu uważało, że jest to „idealna i ostateczna” rola dla Whitakera. Podobnie jak w przypadku występu w Bird, Forest długo przygotowywał się do roli zabójcy postępującego zgodnie z zasadami kodeksu samurajów, studiując dalekowschodnią kulturę i medytując przez długie godziny by „oczyścić swoją duszę”. W jednym z wywiadów Jarmusch powiedział dziennikarzom, że nie wyobrażał sobie by postać Ghost Doga mógł zagrać ktoś inny niż Whitaker. The New York Times w recenzji filmu napisał, że „trudno wyobrazić sobie innego aktora, który mógłby zagrać rolę zawodowego mordercy w tak ciepły i ludzki sposób”.
Aktor zagrał później w filmie Bitwa o Ziemię (Battlefield Earth: A Saga of the Year 3000), opartym na książce L. Rona Hubbarda o tym samym tytule, reżyserii, Rogera Christiana. Bitwa o Ziemię zdobyła siedem Złotych Malin, Whitaker był także do niej nominowany w kategorii „Najgorszy aktor”, ale „przegrał” z kolegą z planu Bitwy, Barrym Pepperem.
W 2001 roku Whitaker zaliczył kilka ról, m.in. zagrał w filmie The Hire: The Follow w reżyserii Wong Kar-Wa, czyli jednym z serii pięciu krótkich filmów wyprodukowanych przez BMW na potrzeby promocji ich samochodów. W 2002 roku zagrał w thrillerze Joela Schumachera, Telefon (Phone Booth) u boku m.in. Kiefera Sutherlanda i Collina Farrella. W tym samym roku partnerował też Jodie Foster w filmie Azyl (Panic Room). Jego rola „czarnego charakteru” została określona jako „subtelne połączenie agresji i empatii”.
W 2006 roku Whitaker wystąpił gościnnie w kilku odcinkach serialu Ostry dyżur. Grał pacjenta poszkodowanego w wyniku błędu w sztuce, który po przegraniu procesu sądowego prześladuje swojego byłego lekarza i na końcu popełnia samobójstwo.
Największy aktorski sukces Whitaker odniósł odgrywając główną rolę w filmie Ostatni król Szkocji (The Last King of Scotland). By jak najlepiej przedstawić postać ugandyjskiego dyktatora Idi Amina, Whitaker przytył, nauczył się gry na akordeonie, przeczytał książki o Aminie, obejrzał filmy dokumentalne na jego temat. Był też w samej Ugandzie, gdzie rozmawiał z przyjaciółmi, poddanymi i ofiarami generała, a nawet nauczył się języka Suahili i opanował wschodnioafrykański akcent, jakim mówił Amin.
Film Ostatni król Szkocji okazał się wielkim sukcesem Whitakera, który zdobył w 2007 roku wiele prestiżowych nagród, przede wszystkim Oscara dla Najlepszego aktora pierwszoplanowego, co uczyniło go czwartym Afroamerykaninem, który tego dokonał. Ponadto Whitaker zdobył Złoty Glob dla najlepszego aktora w dramacie, nagrodę Screen Actors Guild, nagrodę Brytyjskiej Akademii Sztuk Filmowych i Telewizyjnych – BAFTA, został też wyróżniony przez stowarzyszenia krytyków z Nowego Jorku, Los Angeles oraz od największego stowarzyszenia krytyków – BFCA.

## Życie prywatne
W 1996 roku Whitaker poślubił aktorkę Keishę Nash (1972-2023), którą poznał na planie filmu Eksplozja. Mają dwie córki – Sonnet i True. W 2021 rozwiedli się. Whitaker ma również syna Ocean z poprzedniego związku.
Aktor jest wegetarianinem, razem z córką True promują zdrowe żywienie w ramach organizacji Ludzie na rzecz Etycznego Traktowania Zwierząt. Forest Whitaker praktykuje jogę, posiada też czarny pas w karate.
Jego opadająca lewa powieka jest efektem ptozy. Zdaniem Whitakera jest to dziedziczne, a aktor zastanawiał się nad operacyjnym zlikwidowaniem wady.

## Filmografia
- 1982: Beztroskie lata w Ridgemont High (Fast Times at Ridgemont High) jako Charles Jefferson
- 1985: Zwariowałem dla ciebie jako Balldozer
- 1985: Północ-Południe (North and South) jako Cuffey
- 1986: Północ-Południe II (North and South II) jako Cuffey
- 1986: Pluton (Platoon) jako Big Harold
- 1986: Kolor pieniędzy (Color of money, The) jako Amos
- 1987: Hands of a Stranger jako Delaney
- 1987: Good Morning, Vietnam jako Edward Garlick
- 1987: Zasadzka (Stakeout) jako Jack Pismo
- 1988: Bird jako Charlie Parker
- 1988: Krwawy sport (Bloodsport) jako Rawlins
- 1989: Przystojniak (Johnny Handsome) jako dr Steven Fisher
- 1990: Wymiar sprawiedliwości (Criminal Justice) jako Jessie Williams
- 1990: Śródmieście (Downtown) jako Dennis Curren
- 1991: Zabójca (Diary of a Hitman) jako Dekker
- 1991: Rozróba w Harlemie (Rage in Harlem, A) jako Jackson
- 1992: Artykuł 99 (Article 99) jako dr Sid Handleman
- 1992: Tolerancyjni Partnerzy (Consenting Adults) jako David Duttonville
- 1992: Gra pozorów (Crying Game, The) jako Jody
- 1993: Cela śmierci (Last Light) jako Fred Whitmore
- 1993: Rabuś (Bank Robber) jako oficer Battle
- 1993: Trąbka Clifforda Browna (Lush Life) jako Buddy Chester
- 1993: Porywacze ciał (Body Snatchers) jako major Collins
- 1994: Prêt-à-Porter (Prêt-à-Porter) jako Cy Bianco
- 1994: Wróg wewnętrzny (Enemy Within, The) jako pułkownik MacKenzie Casey
- 1994: Magia miłości (Jason’s Lyric) jako Maddog
- 1994: Eksplozja (Blown Away) jako Anthony Franklin
- 1995: Dym (Smoke) jako Cyrus Cole
- 1995: Gatunek (Species) jako Dan Smithson
- 1996: Fenomen (Phenomenon) jako Nate Pope
- 1996: Rebound: The Legend of Earl 'The Goat' Manigault jako Holcombe Rucker
- 1998: Wyliczanka (Body Count) jako Crane
- 1999: Witness Protection jako Steven Beck
- 1999: Zbuntowana klasa (Light It Up) jako Dante Jackson
- 1999: Ghost Dog: Droga samuraja (Ghost Dog: The Way of the Samurai) jako Ghost Dog
- 2000: Zabójcze ryzyko (Four Dogs Playing Poker) jako Ellington
- 2000: Bitwa o Ziemię (Battlefield Earth: A Saga of the Year 3000) jako Ker
- 2001: Anioł zemsty (Fourth Angel, The) jako agent Jules Bernard
- 2001: Zielony smok (Green Dragon, The) jako Addie
- 2001: Biesiada wszystkich świętych (Feast of All Saints) jako Daguerreotypist Picard
- 2002: Azyl (Panic room) jako Burnham
- 2002: Telefon (Phone Booth) jako kapitan Ramey
- 2003: Zgromadzenie obrońców (Deacons for Defense) jako Marcus
- 2004: Córka prezydenta (First Daughter) jako narrator (głos)
- 2005: Maria (Mary) jako Ted Younger
- 2005: Mała podróż do nieba (Little Trip to Heaven, A) jako Holt
- 2005: American Gun jako Carter
- 2006: Bagno (Marsh, The) jako Geoffrey Hunt
- 2006: Ostatni król Szkocji (The Last King of Scotland) jako Idi Amin
- 2006: Even Money jako Clyde Snow
- 2007: The Air I Breathe jako Szczęściarz
- 2007: Ripple Effect jako Philip
- 2008: 8 części prawdy (Vantage point) jako Howard Lewis
- 2008: Królowie ulicy (Street Kings) jako kapitan Jack Wander
- 2008: Skrzydlate cienie (Winged Creatures) jako Charlie Archenault
- 2009: Błękitny deszcz (Powder Blue) jako Charlie
- 2009: Hurricane Season jako Al Collins
- 2009: Gdzie mieszkają dzikie stwory jako Ira (głos)
- 2010: Repo Men – Windykatorzy (Repo Men!) jako Jake Freivald
- 2010: Piosenka o miłości (My Own Love Song) jako Joey
- 2010: Eksperyment jako Barris
- 2012: Mroczna prawda (A Dark Truth) jako Francisco Francis
- 2013: Kamerdyner (The Butler) jako Cecil Gaines
- 2013: Black Nativity jako wielebny Cornell
- 2013: Zrodzony w ogniu (Out of the Furnace) jako Wesley Barnes
- 2013: Ernest i Celestyna (Ernest & Celestine) jako Ernest (głos)
- 2014: Repentance jako Angel Sanchez
- 2015: Two Men in Town jako William Garnett
- 2015: Uprowadzona 3 (Taken 3) jako Franck Dotzler
- 2015: Do utraty sił (Southpaw) jako Titus 'Tick' Wills
- 2016: Nowy początek (Arrival) jako pułkownik Weber
- 2016: Łotr 1. Gwiezdne wojny – historie (Rogue One: A Star Wars Story) jako Saw Gerrera
- 2016: Korzenie (Roots) jako skrzypek Henry
- 2018: Czarna Pantera (Black Panther) jako Zuri
- 2019: Ojciec chrzestny Harlemu (serial, 2019-23) jako gangster Bumpy Johnson
- 2023: Wielki George Foreman (Big George Foreman) jako Doc Broadus

## Nagrody
- Nagroda Akademii Filmowej Najlepszy aktor za rolę w filmie Ostatni król Szkocji
- Złoty Glob Najlepszy aktor w dramacie za rolę w filmie Ostatni król Szkocji
- Nagroda na MFF w Cannes Najlepszy aktor za rolę w filmie Bird